# Glikol dietylenowy
Glikol dietylenowy, DEG – organiczny związek chemiczny z grupy dioli. Jest drugim w szeregu homologicznym glikoli polietylenowych.

## Otrzymywanie
Glikol dietylenowy wytwarzany jest w wyniku reakcji hydratacji tlenku etylenu jako produkt uboczny (<10%) podczas syntezy glikolu etylenowego (MEG): 
(CH
2CH
2)O + H
2O → HOCH
2CH
2OH (MEG)
(CH
2CH
2)O + HOCH
2CH
2OH → HOCH
2CH
2OCH
2CH
2OH (DEG)
Po wydzieleniu go i oczyszczeniu w procesie rektyfikacji oferowany jest jako produkt handlowy o czystości przekraczającej 99%.

## Zastosowania
Związek ten jest stosowany do produkcji płynów zapobiegających zamarzaniu, jako surowiec do produkcji żywic poliestrowych, jako rozpuszczalnik w przemyśle, czynnik do osuszania gazów i stabilizacji wilgotności.

## Właściwości
Jest szkodliwy, może powodować uszkodzenie ośrodkowego układu nerwowego, płuc, oczu i skóry. Ma również działanie narkotyczne.